# نيل بيري (طاهي)
نيل بيري (بالإنجليزية: Neil Perry)‏ هو طاهي أسترالي، ولد في 29 يونيو 1957 في سيدني في أستراليا.